# Feliniopsis ligniensis
Feliniopsis ligniensis là một loài bướm đêm trong họ Noctuidae.